# Liparis burkei
Liparis burkei är en fiskart som först beskrevs av Jordan och Thompson, 1914.  Liparis burkei ingår i släktet Liparis och familjen Liparidae. Inga underarter finns listade i Catalogue of Life.